# Мейер, Эдуард
Эдуа́рд Ме́йер (нем. Eduard Meyer; 25 января 1855, Гамбург — 31 августа 1930, Берлин) — известный немецкий специалист по древней истории, египтолог и ориенталист. Один из последних историков, самостоятельно пытавшихся написать универсальную историю древнего мира. 
Брат кельтолога Куно Мейера (1858—1919 гг.).

## Биография

### Школа в Гамбурге
Эдуард Мейер рос в своем родном городе — в Гамбурге. Его родителями были Генриетта и д-р Эдуард Мейер. Отец его был либерально настроенным ганзейцем и ученым филологом-классиком. Он интересовался историей и опубликовал несколько книг по истории Гамбурга и античности. Он и его брат, позже ставший известным как кельтолог Куно Мейер, росли в ученой среде. Отец ещё в раннем возрасте учил их языкам древности, которые он сам преподавал в гуманистической гимназии Йоханнеум. Естественно, туда же пошли и его сыновья.
Йоханнеум был самой богатой традициями гимназией в городе. Занятия в этом учебном заведении проходили на высшем уровне. Во время учёбы Мейера руководил ей известный филолог-классик Иоханнес Классен, считавшийся наставником и покровителем Мейера. Изучение таких древних языков как латынь и древнегреческий было обязательным и на верхней ступени даже достигало научного уровня. Учителями Мейера были специалист по греческой культуре, знаток произведений Фукидида Франц Вольфганг Ульрих и латинист, знаток произведений Горация Адольф Кислинг. Например, на занятиях у Кислига было принято дискутировать о Горации на латыни. Здесь были заложены основы всей последующей жизни Мейера, определён его интерес к языкам и истории. В это время он впервые занялся историей Малой Азии во времена античности. Даже последующее получение доцентуры основывалось на подготовительных работах, проведенных в гимназии. Древнееврейский и арабский языки он начал изучать ещё в школе. Весной 1872 г. он сдал выпускные экзамены. Его достижения были настолько впечатляющими, что ему предоставили стипендию.

### Высшее образование
Основной целью учёбы Мейера было изучить как можно больше языков Древнего Востока, чтобы использовать их для исторических исследований. Сначала Мейер поступил в Боннский университет. Здешние условия не соответствовали высоким требованиям студента. Прежде всего, его ожидания не оправдал специалист по истории древнего мира Арнольд Шефер. По этой причине, проведя всего один семестр в Бонне, он перешёл на зимний семестр 1872—1873 гг. в Лейпцигский университет.
К этому времени Лейпциг стал немецким центром ориенталистики. Здесь учёба Мейера дала большие плоды. Он учился у индогерманиста Адальберта Куна, изучал санскрит, персидский и турецкий у Отто Лота, арабский и сирийский у Генриха Леберехта Флейшера и египетский у Георга Эберса. Кроме того, он изучал историю, философию и народоведение. Помимо индогерманских и семитских языков Мейер также рано начал интересоваться античной историей религии. Поэтому нет ничего удивительного в том, что под руководством египтолога Флейшера в 1875 г. он защитил докторскую диссертацию, посвященную истории религии. Его диссертация представляет исследование древнеегипетского божества, известного под именем Сет-Тифон («Бог Сет-Тифон, исследование в области истории религии»).
После смерти Флейшера Мейер составил в его честь памятный некролог.

### Период между учебой и профессурой
Совершенно случайно после защиты докторской работы доктор получил работу у английского генерального консула в Константинополе сэра Филипа Френсиса. В его обязанности входило воспитывать детей. Для Мейера это был идеальный вариант, так как у него появилась возможность посетить некоторые памятники древневосточной и античной культуры. Однако через год Френсис умер, а ещё через несколько месяцев Мейеру пришлось уйти с должности домашнего учителя. Он проводил семью обратно в Британию, где ему удалось посетить Британский музей.
После возвращения Германию Мейер сначала отбыл военную службу в Гамбурге. В 1878 г. он вернулся в Лейпциг, где весной 1879 г. он был назначен на должность преподавателя древней истории. Свою диссертацию для получения доцентуры на тему «История Понтийского царства» он начал ещё в Гамбургской гимназии. Затем он проработал несколько лет внештатным преподавателем в Лейпциге. Это было время, о котором Мейер позже охотно вспоминал, потому что ему нравилось общение и обмен мнениями с коллегами-ровесниками. Ему также очень нравилось заниматься всеми эпохами древней истории согласно курсу. Он видел в этом благотворное принуждение, которое в конце концов привело его к увлечению древней историей в её совокупности и с учётом других древних культур. Зародился план для написания общей истории древнего мира. Первый том этой работы появился в 1884 г. и вызвал бурный рост авторитета Мейера в кругах специалистов.
В том же году Эдуард Мейер женился на Розине Фреймонд.

### Профессура
После начала профессорской деятельности в Лейпциге через год после выхода первого тома «Всемирной истории» он был назначен на должность заведующего кафедры древней истории Бреславльского университета. В Бреславле он продолжил работу и выпустил несколько других произведений. Его авторитет быстро рос. В 1889 г. он стал первым профессором древней истории в Университете Галле. Он и здесь целенаправленно работал над своим фундаментальным трудом. Теперь ему предлагали должности на известных кафедрах больших университетов. В 1900 г. его пригласили в Мюнхен, но он отклонил приглашение и в 1902 г. последовал в Берлинский университет.
С 1904 г. он несколько лет пробыл в США. Во времена Первой мировой войны и Веймарской республики Мейер выступал как консервативный публицист, придерживаясь идей германского империализма. Незадолго после окончания войны он отказался от почётных докторских степеней, предоставленных ему британскими и американскими университетами (среди прочего Оксфордом и Гарвардом). В 1919 г. он был избран ректором Берлинского университета.

#### Хронология профессуры
- 1884 г.: профессор в Лейпцигском университете
- 1885 г.: профессор в Бреславльском университете
- 1889 г.: профессор в Университете Галле
- 1902 г.: профессор в Берлинском университете

## Научный вклад
Его главное произведение — История древнего мира (5 томов, 1884—1902 гг.). В нём он в общих рамках представил историческое развитие Передней Азии, Египта и Греции до 355 г. до н. э., освободив греческую историю от изолированного рассмотрения, практиковавшегося до тех пор. До сегодняшних дней эта работа считается одним из самых важных произведений науки о древнем мире, хотя, конечно, сведения в некоторых частях являются устаревшими в сравнении с результатами современных исследований.
Об истории Атлантиды от Платона он констатировал: «Атлантида — это чистая фикция, не основывающаяся ни на каких исторических или естественнонаучных знаниях».
Как отмечает В. Деменьтева, К. Хачер усматривает влияние на Эд. Мейера таких историков, как Арнольд Германн Геерен и Георг Бартольд Нибур, давших импульс к написанию трудов по мировой истории. Кроме того, воздействие на Мейера, указывает Хачер, оказал обширный труд «История древности» Макса Дункера. Последний, по определению Момильяно, является прямым предшественником Мейера. 

### Теория истории: капитализм или варварство
Мейер был представителем теории циклов, которую он на основе аналогий во внешних формах ставил над прогрессом человечества (это объясняет, почему он в 1925 г. в книге под соответствующим заглавием одобрил «Закат Европы» Шпенглера), и благодаря чему считается основоположником теории модернизации исторического процесса. В своих работах «Экономическое развитие древнего мира» (1895) и «Рабство в древности» (1898), в которых полемизировал с теорией К. Бюхера, обосновал существование капитализма в Древнем мире. В его концепции капитализм является высшей стадией развития человеческого общества; гибель капитализма означает в то же время и гибель культуры, возвращение к варварству. Мейер считал, что рабовладельцы древности были такими же «предпринимателями-капиталистами», как бизнесмены Нового времени, но имели перед последними такое преимущество, как возможность эксплуатировать более дешёвую рабочую силу — рабов. Свободный труд и рабство считал одинаково старыми, но различными и соперничающими между собой формами удовлетворения одной и той же экономической потребности. Причину, по которой в Новое время получил распространение труд свободных наёмных работников, объяснял следующим образом:

Античный процесс развития идёт от изолированности отдельных народов и от мелких государств к их объединению, завершившись одного крупного государственного целого. Христианское же Средневековье возникло на почве единства и, несмотря на все разлагающие элементы, сохранило унаследованную от Древности идею единства человеческого рода, по крайней мере, в применении к христианскому миру, и затем уже в пределах этого мира создало новые народности. Несмотря на международную вражду и жестокие приёмы ведения войны, было бы совершенно невозможно как в политическом, так и в культурном отношении, чтобы какой-либо из европейских народов стал смотреть на своих христианских соседей, как на неистощимый источник рабского труда, подобно тому, как и в греческом мире, несмотря на многочисленные отклонения, всегда преобладал тот этический принцип, по которому побеждённый грек не мог быть обращён в рабство. Добывать же рабов большими массами из нехристианских стран, то есть из Африки, было физически невозможно, несмотря на сделанные в этом направлении попытки.
В концепции Мейера первый период Древности от «эпохи Гомера» в Греции и параллельные эпохи в других государства, — соответствуют Средневековью. Период же расцвета Древнего мира соответствует Новому времени. Переход Древнего мира от «средневековья» к «капитализму» Мейер относил к VII–VI вв. до нашей эры. Переворот в отношениях древнего «средневековья», вызванный вторжением торговли, промышленности и денежного обращения, произошёл в Греции во время революции эпохи тиранов, в седьмом и шестом столетиях. Он привёл везде, где только старый порядок не был сохранён с помощью искусственных мер, как, например, в Спарте, на Крите, в Фессалии, к эмансипации сельского населения, к устранению привилегий и полному уничтожению институтов средневековья. Новое сословие городских промышленников, торговцев, купцов, матросов и вообще свободных работников, занятых в новых отраслях производства, в союзе с крестьянами свергли владычество феодальной знати и поставили на её место буржуазию.
С возвышением торгового и промышленного классов исчез прежний антагонизм между знатью и крестьянством, аграрии соединились в одну группу интересов, пытающуюся вырвать государство из-под влияния интересов капиталистов. Такая борьба охватывает Афины в пятом веке и достигает наиболее резких проявлений в эпоху Пелопонесской войны.
«Капиталисты» низвергли политические институты «феодальной» аристократии в союзе с «пролетариатом-демосом» — людьми, не имевшими никакой собственности, кроме своей рабочей силы, которую вынуждены продавать, но обладавшими личной свободой и гражданскими правами. В количественном отношении «пролетариат» составлял добрую половину, если не большинство граждан и превратился в деструктивную силу, противостоящую «капиталистам» и «аграриям», всегда готовую свергнуть господствующую партию, жаждущую изгнания или избиения богатых, конфискаций имуществ и раздела земель. Изгнанники, наёмники и бандиты образовали вместе с пролетариатом огромную армию переворота, которая была в распоряжении любого авантюриста. В греческих государствах этот антагонизм неоднократно разрешался кровавыми революциями. Классовую борьбу Мейер считал неизлечимой смертельной болезнью «капитализма», единственным средством, способным существенно замедлить летальный исход, ему представлялся институт сильной единоличной власти – «буржуазной абсолютной монархии», стоящей над партиями, представляющей интересы всего общества и примиряющей противоречия.

## Труды
- История древнего мира (5 томов, 1884—1902 гг.; множество переизданий)
- Египетская хронология (1904)
- Монархия Цезаря и принципат Помпея (1918)
- Происхождение и начала христианства (3 тома, 1921—1923 гг.)
- Освальд Шпенглер и закат Европы (1925)
- Эдуард Мейер Труды по теории и методологии исторической науки / Вступит. ст. Ю. И. Семенова — М.: Издательство «Государственная публичная историческая библиотека России», 2003. — 202 с.
  - «Экономическое развитие древнего мира = Die wirtschaftliche Entwicklung des Altertums, ein Vortrag. (1895)
  - «Рабство в древности» (1898)
  - Теоретические и методологические вопросы истории. Философско-исторические исследования = Zur Theorie und Methodik der Geschichte. (1902)
- Рабство в древнем мире / Пер. с нем. А. В. Вихерского. — Москва, 1899. — 58 с.

## Новые средства информации
- Юрий Семёнов Эдуард Мейер и его труды по методологии и теории истории
- Профиль Эдуарда Мейера на официальном сайте РАН
- DFG-Projekt «Aufbereitung wichtiger Briefbestände aus dem Nachlass Eduard Meyer»
- Иоганн Густав Дройзен и др.: История древнего мира в представлении Иоганна Густава Дройзена, Теодора Моммсена, Якоба Буркхардта, Роберта фон Пёльманна и Эдуарда Мейера. Directmedia Publishing, Berlin 2004, CD-ROM.